# Yala (provins)
Yala, (thai: ยะลา) är en provins (changwat) i södra Thailand. Provinsen hade år 2000 415 537 invånare på en areal av 4521,1 km². Provinshuvudstaden är Yala.

## Administrativ indelning
Provinsen är indelad 8 distrikt (amphoe). Distrikten är i sin tur indelade i 56 subdistrikt (tambon) och 341 byar (muban). 